# Contemplación

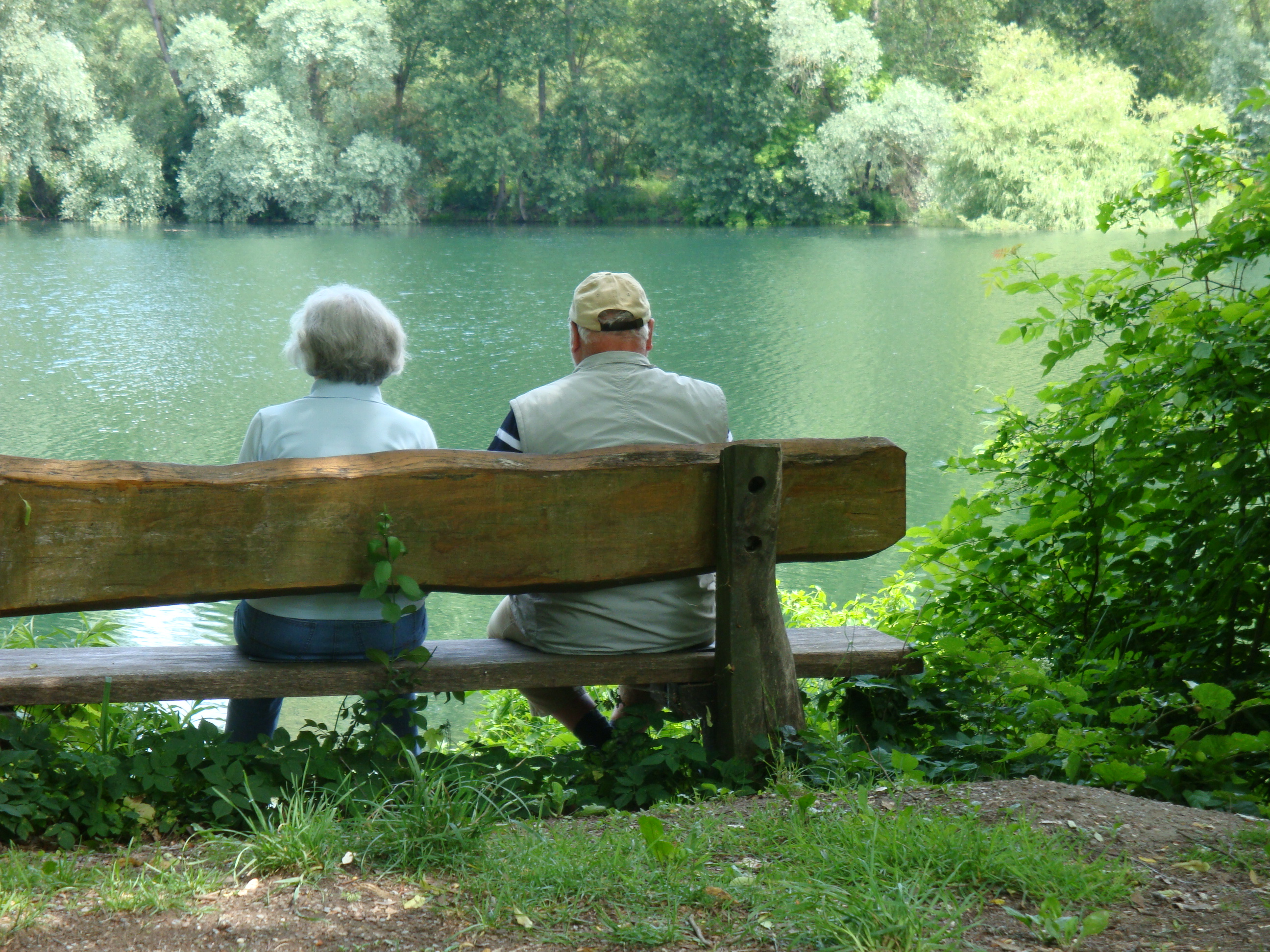
Contemplación de un paisaje

La contemplación es la observación atenta y detenida de una realidad, especialmente cuando es tranquila y placentera. También es el estado espiritual que aparece en el ser humano cuando practica el silencio mental.

## Etimología
La palabra contemplación se deriva de la palabra latina contemplatio, en última instancia, de la palabra latina templum, un terreno consagrado para la toma de auspicios, o un edificio para el culto. Este último deriva de la raíz protoindoeuropea *tem- ("cortar"), sobre la noción de "lugar reservado o cortado", o de la raíz *temp- ("estirar, ensartar"), por lo tanto refiriéndose a un espacio despejado (medido) frente a un altar. La palabra latina contemplatio se usó para traducir la palabra griega θεωρία (theōría).

## La práctica
La práctica se puede acompañar de lecturas que inspiren a la persona a continuar en el silencio interno y lo ilustren de cómo otros lograron que ese estado espiritual sucediera. Aparece, ya que no lo podemos provocar voluntariamente, solo meditando en silencio sin buscarlo.

## En las diferentes culturas
Se pueden encontrar formas de contemplación diversas en diferentes culturas y épocas de la humanidad, desde los chamanes o brujos de las tribus, hasta los tiempos actuales, como los sufíes, los monjes tibetanos, los maestros zen, los gurus de la India, etc.
Para que aparezca la contemplación, primero se debe librar la mente de interferencias de todo tipo (pensamiento, imaginación, etc.). La maravilla de la contemplación surge en el propio acto de contemplación, sin dar nombre a lo contemplado. Contemplar no tiene nada que lo rodee, nada que lo envuelva; es la magia de la propia contemplación sin ser magia. Como contemplación no necesita nada más.

## Contemplación cristiana

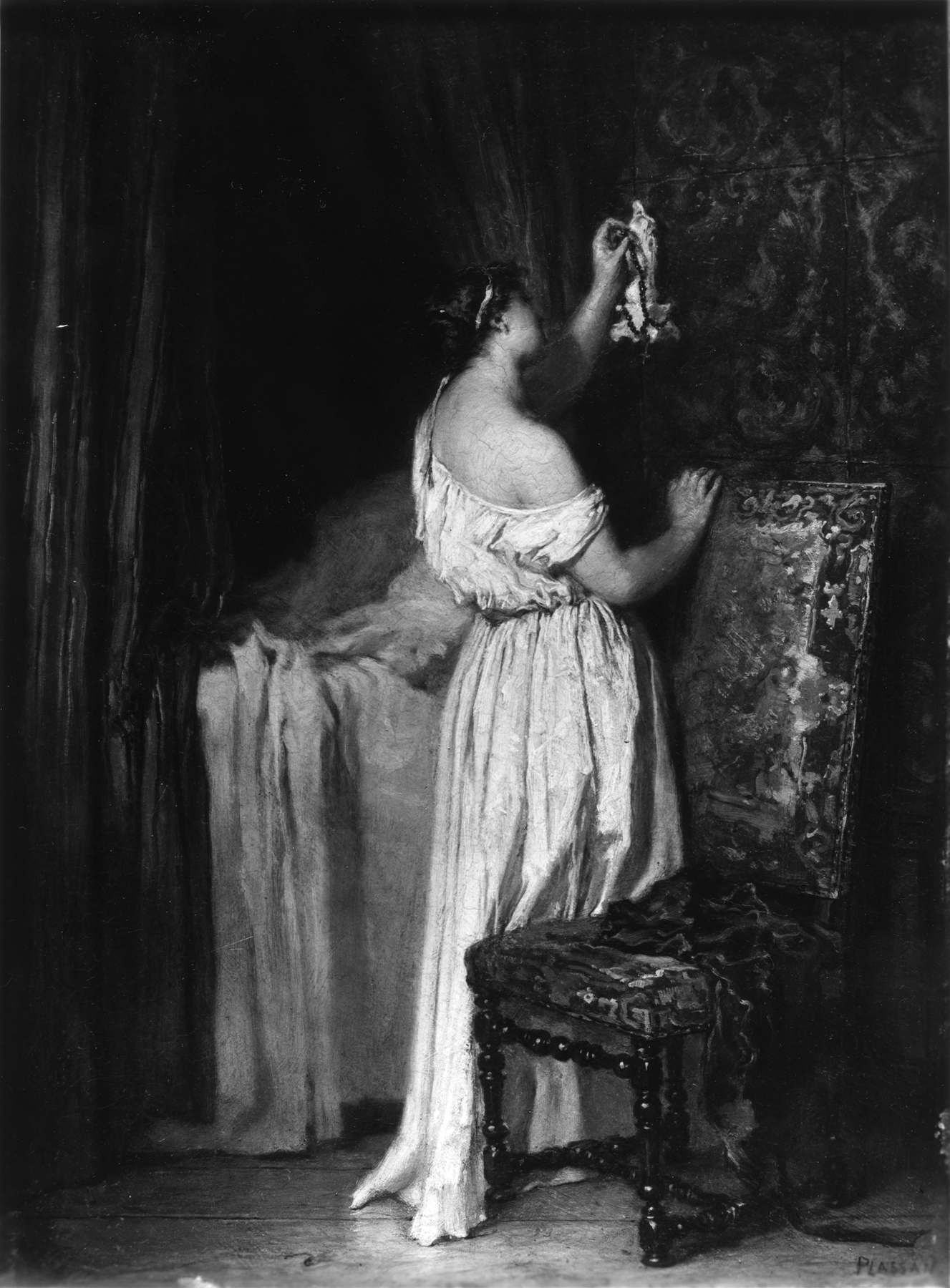
Una mujer coloca cuentas de rosario en una imagen devocional montada en la pared al lado de su cama.

Se trata de hacerse consciente de las realidades sobrenaturales, centrando la mente en Dios.
Los primeros grados para alcanzar la contemplación se basan en la ascesis, en que se domina el cuerpo para iluminar el alma, haciéndola más sensible a la Presencia Divina. El último grado de contemplación se podría definir como experiencia mística, aunque para llegar a este estado no es necesario experimentar éxtasis o levitaciones. Las levitaciones pueden ser paranormales, pero pueden ir acompañadas de estos fenómenos (ver Místicos españoles).
El iniciado debe ir evolucionando en su capacidad de contemplación a medida que se va haciendo más sensible al Amor transmitido por Dios. La intimidad con Cristo hace posible la unión con el Padre, haciéndonos Uno con Él, a través de la asistencia del Espíritu Santo. Mediante esta unión nos vinculamos a todo el Cosmos creado.
Los principales maestros contemplativos de la Iglesia se encuentran en las órdenes contemplativas, especializadas en la oración. Para llegar a este estado mental y espiritual se pueden usar diferentes tipos de oración, generalmente la meditación. Para practicar la contemplación no es necesario ser clérigo o religioso, basta con tener fe y fuerza de voluntad.
Existe una oración contemplativa por excelencia, el Oficio divino; en el cual se meditan salmos y lecturas del Nuevo Testamento y se dirigen preces o peticiones a Dios. Siendo muy útil para disipar de la mente los pensamientos banales, haciendo del Creador el centro del pensamiento.
Una lectura recomendada acerca de la contemplación cristiana es La nube del no-saber, un libro anónimo inglés del siglo XIV.